# Plumbago auriculata
Plumbago auriculata é uma espécie de planta com flor pertencente à família Plumbaginaceae. 

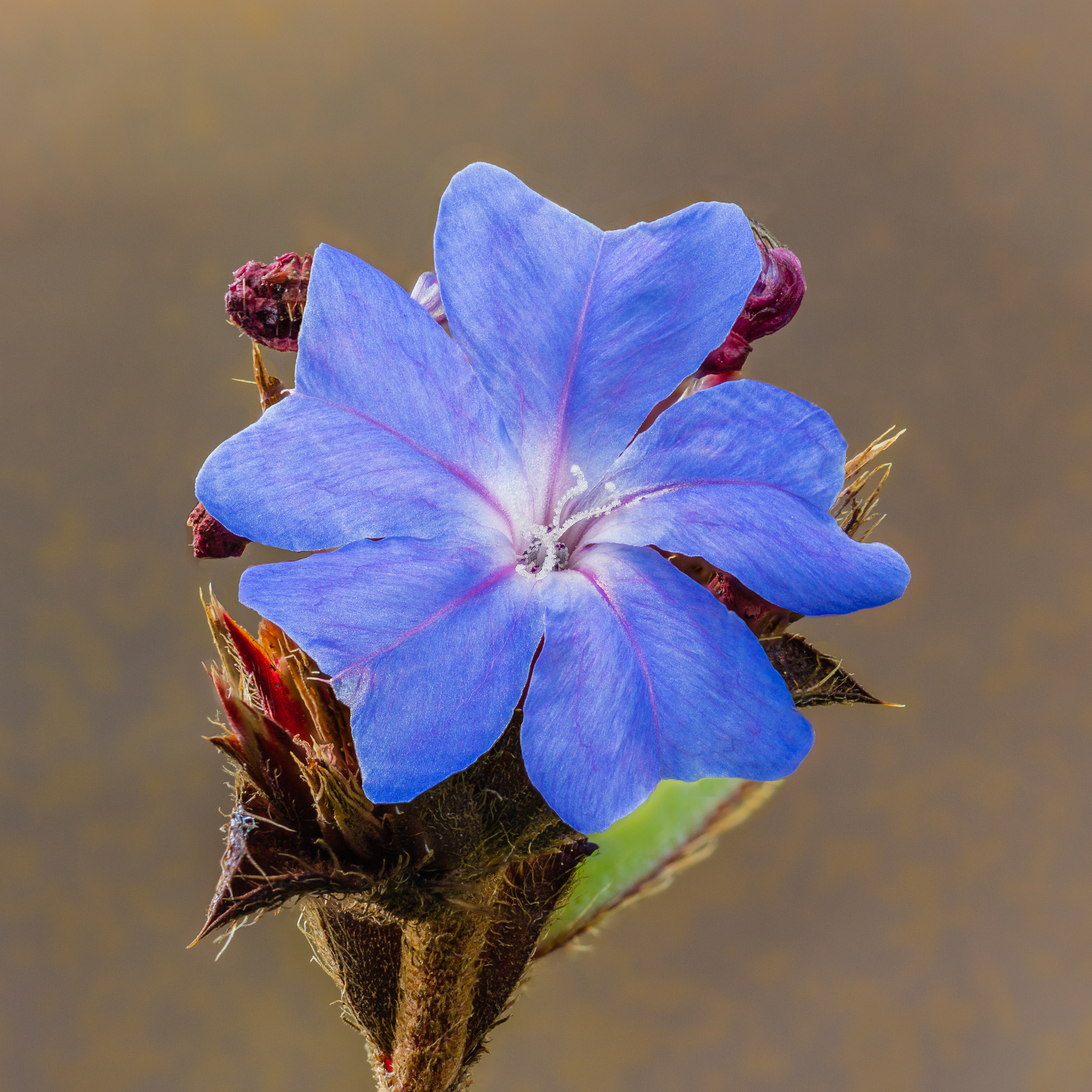
Flor de um Plumbago auriculata.

A autoridade científica da espécie é Lam., tendo sido publicada em Encyclopédie Méthodique, Botanique 2(1): 270. 1786.

## Portugal
Trata-se de uma espécie presente no território português, nomeadamente no Arquipélago da Madeira.
Em termos de naturalidade é introduzida na região atrás indicada.

## Protecção
Não se encontra protegida por legislação portuguesa ou da Comunidade Europeia.